# Skyllis
Skyllis z Krety – rzeźbiarz grecki działający przypuszczalnie w początkach VI wieku p.n.e..  
Według Pauzaniasza, wraz z bratem Dipojnosem byli najprawdopodobniej synami i uczniami Dedala. Mieli wykonać szereg posągów techniką chryzelefantyny, którą wprowadzili do rzeźby greckiej. Podobno posągi przez nich wykonywane były przeważnie z drewna złoconego, z detalami z metalu i kości słoniowej, a niektóre z marmuru paryjskiego.